# Carrie Hamilton
Carrie Louise Hamilton (5 de diciembre de 1963 – 20 de enero de 2002) fue una actriz, dramaturga y cantante estadounidense. Hamilton fue hija de la comediante Carol Burnett y del productor Joe Hamilton. También fue la hermana mayor de Jody Hamilton, una actriz y productora, y de la cantante Erin Hamilton.

## Biografía
Hamilton trabajó en numerosas producciones para cine, teatro, televisión y vídeo. Interpretó el papel de Reggie Higgins en la versión televisiva del musical Fame durante la quinta y sexta temporadas (1985–1987), y encarnó a Maureen Johnson en la primera gira nacional del musical Rent, que obtuvo un gran éxito. También estudió música e interpretación en la Universidad Pepperdine de Malibú, California.
Una de sus películas fue Tokyo Pop (1988), en la que interpretaba a una cantante estadounidense que viaja a Japón. Allí entabla una relación con un cantante (interpretado por Diamond Yukai, también conocido como Yutaka Tadokoro) y un grupo musical que consigue entrar en el Top Ten de las listas de pop de Tokio. Interpretó varias canciones en la película.
En 1992, Hamilton tuvo un papel secundario en la película de imagen real Cool World, protagonizada por Gabriel Byrne, Kim Basinger y Brad Pitt.
Hamilton se casó con el músico Mark Templin en 1994, en el mismo set donde se grababa The Carol Burnett Show. La pareja se divorció en 1998.
Hamilton aparecía ocasionalmente en televisión con su madre. En 1987, Burnett participó como invitada en un episodio de Fame titulado "Reggie y Rose". La pareja coprotagonizó una película para televisión en 1988 titulada Hostage. Aparecieron en cinco episodios de Family Feud en 1995, compitiendo con el marido de Hamilton, Mark Templin, y su suegra, Dalia Ward, contra un equipo liderado por Betty White. En 1997, protagonizaron un episodio de Touched by an Angel titulado "The Comeback". Hamilton interpretaba a una aspirante a estrella de Broadway cuya madre (Burnett) también había intentado alcanzar la fama en Broadway, pero fracasó (debido a un truco sucio de su mejor amiga, interpretada por Rita Moreno).
En 1999, Hamilton protagonizó un popular episodio de la sexta temporada de The X-Files titulado "Monday". Interpretó el papel de Pam, la novia de un aspirante a atracador de bancos, que se ve obligada a revivir el mismo día una y otra vez.
Hamilton fue la inspiración del éxito de 1983  "Carrie's Gone" (número 79, Billboard), escrito por su exnovio Fergie Frederiksen tras su ruptura y grabado por su banda, LeRoux. La diferencia de edad de 12 años (Carrie tenía 19 y Fergie 31 en ese momento) fue citada como la principal razón de la ruptura.[cita requerida]
Hamilton trabajó con su madre en la adaptación de las memorias de Burnett, One More Time, para la obra de teatro Hollywood Arms, pero no vivió lo suficiente para verla producida.
En honor a su hija, Carol Burnett publicó un libro titulado Carrie and Me: A Mother-Daughter Love Story. Salió a la venta el 8 de abril de 2014 y se convirtió en uno de los libros de memorias más vendidos del New York Times. La revista People lo describió como un libro de homenaje "cariñoso y conmovedor" a la hija mayor de Burnett.
Hamilton tuvo un periodo de tres años de abuso de drogas y alcohol que superó con éxito a los 15 años. Salvo una breve recaída a los 17 años, siguió sin consumir drogas ni alcohol durante el resto de su vida.

## Muerte
Hamilton murió de neumonía como complicación de un cáncer de pulmón que se extendió al cerebro en Los Ángeles, California, el 20 de enero de 2002, a los 38 años, y está enterrada en el cementerio Westwood Village Memorial Park.

## Teatro
En julio de 2006, el antiguo Balcony Theatre del Pasadena Playhouse fue rebautizado como Carrie Hamilton Theatre en memoria de Hamilton (Burnett es miembro del consejo). Acoge una serie de lecturas llamada "Hothouse at the Playhouse", así como el Directors Lab West y la Furious Theatre Company. El 19 de febrero de 2007, el arquitecto Frank Gehry fue seleccionado para rediseñar el Carrie Hamilton Theatre.

## Anaheim University Carrie Hamilton Entertainment Institute
El 23 de marzo de 2010, Carol Burnett participó en la creación del Anaheim University Carrie Hamilton Entertainment Institute con el vicepresidente de Asuntos Académicos de Anaheim University, el Dr. David Nunan, leyendo esta cita de Hamilton:
ACERCA DEL ARTE... El legado son realmente las vidas que tocamos, la inspiración que damos, alterando el plan de alguien, aunque sólo sea por un momento, y consiguiendo que piense, se enfade, llore, ría, discuta... dé la vuelta a la manzana, aturdido... (¡yo lo hago mucho después de ver teatro potente!) Más que nada, se nos recuerda por nuestras sonrisas; las que compartimos con nuestros seres más queridos, y las que concedemos a un completo desconocido, que lo necesitaba en ese momento, y Dios te puso allí para proporcionárselas.

## Filmografía

### Cine
| Papel | Título                    | Papel                      | Notas                                                                      |
| ----- | ------------------------- | -------------------------- | -------------------------------------------------------------------------- |
| 1985  | Love Lives On             | Kathy                      |                                                                            |
| 1988  | Hostage                   | Bonnie Lee Hopkin          | También protagonizada por su madre, Carol Burnett Película para televisión |
| 1988  | Tokyo Pop                 | Wendy Reed                 |                                                                            |
| 1989  | Shag                      | Nadine                     |                                                                            |
| 1989  | Single Women, Married Men | April Clay                 |                                                                            |
| 1990  | Checkered Flag            | Alex Cross                 |                                                                            |
| 1991  | A Mother's Justice        | Debbie                     |                                                                            |
| 1992  | Cool World                | cajera de tienda de comics |                                                                            |

### Televisión
| Año       | Título                | Papel                  | Notas                                                                                       |
| --------- | --------------------- | ---------------------- | ------------------------------------------------------------------------------------------- |
| 1986–1987 | Fame                  | Reggie Higgins         | Papel principal- 29 episodios                                                               |
| 1988      | Knightwatch           | Tracy Hood             | Episodio: "Hard Day's Knight"                                                               |
| 1990      | Murder, She Wrote     | Geraldine Stone        | Episodio: "Trials and Tribulations"                                                         |
| 1991      | Equal Justice         | Jillian Weeks          | Episodio: "Sleeping With the Enemy"                                                         |
| 1991      | Beverly Hills, 90210' | Sky                    | Episodio: "Stand (Up)! and Deliver"                                                         |
| 1991      | Thirtysomething       | Callie Huffs           | Episodio: "Melissa in Wonderland"                                                           |
| 1995      | Walker, Texas Ranger  | Mary Beth McCall       | Episodiso: "Whitewater: Part 1" "Whitewater: Part 2"                                        |
| 1997      | Touched by an Angel   | Allison Bennett        | Episode: "The Comeback" este episodio también fue protagonizado por su madre, Carol Burnett |
| 1998      | Brooklyn South        | Gerrie Fallon-Scranton | Episodio: "Fools Russian"                                                                   |
| 1999      | The X-Files           | Pam                    | Episodio: "Monday"                                                                          |
| 1999      | P.1                   | Alarm                  | cortometraje de 9 minutos                                                                   |
| 2000      | The Pretender         | Jill Arnold            | Episodio: "Junk"                                                                            |

## Soundtracks
- "Where Does the Night Begin?" (en Fame)
- "Always You" (en Fame)
- "Who Put the Bomp" (en Fame)
- "The Shoop Shoop Song" (en Fame)
- "Some Day, Some Way" (en Fame)
- "We Are the Ones" (en Fame)
- "Catch Me I'm Falling Fast" (en Fame)
- "Look and Learn" (en Fame)
- "It's Love I'm After, After All" (en Fame)
- "East of Eden" (en Fame)
- "Only Love Will Hold Fast" (en Fame)
- "We Have The Right" (en Fame)
- "Think" (en Fame)
- "See Your Face Again" (en Fame)
- "He Looks Like Romeo" (en Fame)
- "A Couple of Swells" (en Fame)
- "(You Make Me Feel Like a) Natural Woman" (en Tokyo Pop)
- "Do You Believe in Magic?" (en Tokyo Pop)
- "Never Forget" (en Tokyo Pop)
- "Home on the Range" (en Tokyo Pop)
- "Diff'rent God" (video musical)
- "I Am a Boy" (video musical)